# Anglo-Nubiana

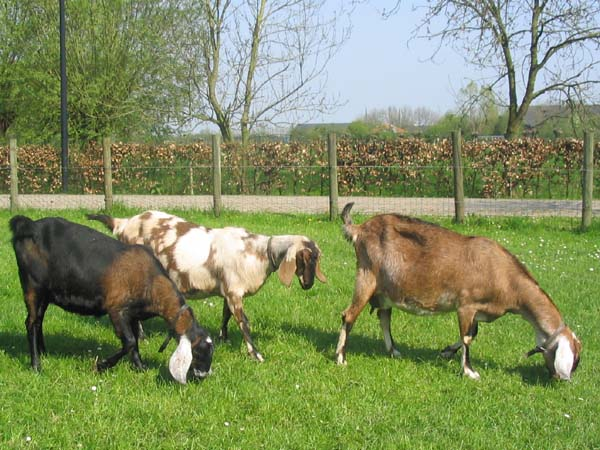
Anglo-Nubiana

Anglo-Nubiana é uma raça de caprinos orginária da África, criada a partir do cruzamento de bodes da Núbia com cabras inglesas. Possui aptidão basicamente leiteira, com boa quantidade de gordura no leite. Possui pouca gordura na carne, tornando sua carne dura e menos apreciável.